# Chancuellar
Chancuellar är en ort i Mexiko.   Den ligger i kommunen Zapotitlán de Vadillo och delstaten Jalisco, i den södra delen av landet, 500 km väster om huvudstaden Mexico City. Chancuellar ligger 915 meter över havet och antalet invånare är 205.
Terrängen runt Chancuellar är kuperad åt nordost, men åt sydväst är den bergig. Runt Chancuellar är det ganska tätbefolkat, med 65 invånare per kvadratkilometer. Närmaste större samhälle är Suchitlán, 19,5 km sydost om Chancuellar. I omgivningarna runt Chancuellar växer huvudsakligen savannskog.